# HEARTBREAKER/C'monova
『HEARTBREAKER/C'monova』（ハートブレイカー/カモノバ）は、Kis-My-Ft2の31作目のシングル。2024年1月3日にMENT RECORDINGから発売された。

## 概要
2023年8月に北山宏光がグループを脱退し、6人体制となって以降初のシングル。
初回盤A/B、通常盤、For dear life盤の4形態で発売。初回盤A特典DVDには「HEARTBREAKER」のMV、ジャケット撮影や表題曲2曲のMVのメイキングを収録。初回盤B特典DVDには「C'monova」のMV、撮り下ろし特典映像「キスマイバスケ王を決めろ！玉森カップ」を収録。通常盤にはカップリング曲「Jenga Love」「遊びに行こうよ」、及び全4曲のインスト音源を収録。またファンクラブショップ販売の通常盤には特典としてオリジナルKis-My-Ft2スリーブ、オリジナル映像「HEARTBREAKER Dance Edit」を収録したDVDが付属。For dear life盤には2023年10月から2024年2月にかけて開催のライブツアー『Kis-My-Ft2 -For dear life-』から「Lemon Pie」「Sweet Melody」のライブ音源を収録。
初回盤A/B、通常盤には初回封入特典としてスペシャルMOVIEが視聴可能なシリアルコードを封入。For dear life盤にはツアー会場限定特典カードセットが付属。
2023年11月15日に「HEARTBREAKER」、12月5日に「C'monova」のMVがそれぞれYouTubeにて公開された。

### 予約特典
- 3形態（初回盤A/B・通常盤）同時予約特典：チケットホルダー
- 初回盤A：ビッグポストカード
- 初回盤B：スマホデコレーションステッカー
- 通常盤：アザージャケット

### 応募抽選特典
※初回盤A/B、通常盤に封入の応募券から応募可能。応募期間：1月2日 - 7日
- A賞：Kis-My-Ft2【Meet & Greet】にご招待！（合計390名）
- B賞：メンバーからのメッセージカードプレゼント！（メッセージはプリント）（合計1000名）

## 収録内容

### CD

#### 通常盤・初回盤A
※「Jenga Love」以降、通常盤のみ収録。
1. HEARTBREAKER [3:20]
作詞：Kanata Okajima、作曲：Leroy Sanchez・MiNE・Atsushi Shimada、編曲：Atsushi Shimada
恋愛で混乱している複雑な感情をどう言葉にしたら良いか分からない、男性の弱音を強がりに歌ったグルーヴィーソング[9]。メンバーの玉森裕太が歌詞の監修を担当した[9]。
2023年11月16日放送の読売テレビ系「ベストヒット歌謡祭2023」にてテレビ初披露された[9][10]。また同出演が6人体制でのテレビ初パフォーマンスとなった[10]。
2. C'monova [3:08]
作詞・作曲・編曲：HIKARI
「新たなKis-My-Ft2の世界に飛び込んできてほしい」というメッセージが込められた楽曲[11]。タイトルは「Come on over（ここへおいで）」「nova（新星）」を内包している[11]。
MVはメンバーが黒ずくめの6人組に扮し、悪党に盗まれたダイヤを超能力で奪いに行くというストーリー仕立てになっている[11]。
3. Jenga Love [3:42]
作詞：大志、作曲：大志・YUTA、編曲：YUTA
4. 遊びに行こうよ [3:12]
作詞：hunch、作曲：hunch・Seo Hyojung、編曲：Seo Hyojung
5. HEARTBREAKER -Instrumental-
6. C'monova -Instrumental-
7. Jenga Love -Instrumental-
8. 遊びに行こうよ -Instrumental-

#### 初回盤B
※『C'monova/HEARTBREAKER』として発売
1. C'monova
2. HEARTBREAKER

#### For dear life盤
1. HEARTBREAKER
2. C'monova
3. Lemon Pie -Live ver.-
4. Sweet Melody -Live ver.-

### DVD

#### 初回盤A
1. 「HEARTBREAKER」Music Video
2. 「HEARTBREAKER」Music Video&ジャケット撮影メイキングドキュメント
3. 「C'monova」Music Video撮影メイキングドキュメント

#### 初回盤B
1. 「C'monova」Music Video
2. キスマイバスケ王を決めろ！玉森カップ

#### 通常盤〈ファンクラブ特典DVD〉
1. 「HEARTBREAKER」 Dance Edit

### シリアル動画
※1コードにつき1つの動画を選んで視聴可能。
- 「Tokyo-Kis」- from For dear lifeツアー 横浜アリーナ10/5公演
- 「Akumu」ダンスリハーサルムービー
- For dear life ツアーリハーサル ショートドキュメンタリー
- 横浜アリーナ10/5公演 バックステージムービー

## 収録作品
| 楽曲タイトル   | 収録                 | 収録                                   |
| -------------- | -------------------- | -------------------------------------- |
| HEARTBREAKER   | CDシングル           | 『HEARTBREAKER/C'monova』              |
| HEARTBREAKER   | ミュージック・ビデオ | 『HEARTBREAKER/C'monova』〈初回盤A〉   |
| HEARTBREAKER   | CDアルバム           | 『Synopsis』                           |
| HEARTBREAKER   | ライブ映像           | 『Kis-My-Ft2 Dome Tour 2024 Synopsis』 |
| HEARTBREAKER   | ミュージック・ビデオ | 『MAGFACT』〈ファミクラストア限定盤〉  |
| C'monova       | CDシングル           | 『HEARTBREAKER/C'monova』              |
| C'monova       | ミュージック・ビデオ | 『HEARTBREAKER/C'monova』〈初回盤B〉   |
| C'monova       | CDアルバム           | 『Synopsis』                           |
| C'monova       | ライブ映像           | 『For dear life』                      |
| C'monova       | ライブ映像           | 『Kis-My-Ft2 Dome Tour 2024 Synopsis』 |
| C'monova       | ミュージック・ビデオ | 『MAGFACT』〈ファミクラストア限定盤〉  |
| Jenga Love     | CDシングル           | 『HEARTBREAKER/C'monova』〈通常盤〉    |
| Jenga Love     | ライブ映像           | 『For dear life』                      |
| Jenga Love     | ライブ映像           | 『Kis-My-Ft2 Dome Tour 2024 Synopsis』 |
| 遊びに行こうよ | CDシングル           | 『HEARTBREAKER/C'monova』〈通常盤〉    |